# Cigalonde
 (août 2017).
Si vous disposez d'ouvrages ou d'articles de référence ou si vous connaissez des sites web de qualité traitant du thème abordé ici, merci de compléter l'article en donnant les références utiles à sa vérifiabilité et en les liant à la section « Notes et références ».
Le Cigalonde est une ancienne monnaie locale complémentaire lancée le 8 avril 2012 à La Londe-Les-Maures, dans le Var, en France. 
Le Cigalonde est décliné sous la forme de billets de 1, 5, 10 et 20 Cigalonde à parité avec l'Euro (1 Cigalonde = 1 Euro). Il n'existe pas de centimes de Cigalonde.
Ces billets sont imprimés sur du papier spécial avec des encres spéciales évitant la copie ainsi que d'autres dispositifs de sécurité permettant d'éviter la contrefaçon.
L'opération a été abandonnée à l'été 2020.

## Fonctionnement du Cigalonde
Le Cigalonde peut être accepté par tout commerçant ou artisan membre de l'association sans distinction des produits ou de la prestation qu'il offre. Le Cigalonde ne fait pas partie des monnaies fondantes, c'est-à-dire qu'il ne perd pas de valeur au fil du temps s'il n'est pas utilisé. Utiliser le Cigalonde ne coûte donc pas au client mais il rapporte : Dans chaque enveloppe de 50 cigalonde, le client trouve un ticket de fidélité. 4 tickets = 5 cigalondes gagnés soit 2,5 % de pouvoir d'achat supplémentaire pour les clients fidèles. Selon les événements du calendrier, l'association organise des ventes de Cigalonde à 10 % (50 € = 55 cigalondes)
Ce sont les commerçants et artisans qui participent au financement. Une ponction de 2,5 % est réalisée sur leur reversion. Cet argent, allié aux bénéfices réalisés par l'association lors de manifestations diverses, sert à récompenser les clients qui l'utilisent (2,5 % ou 10 %) mais aussi à réaliser des actions sociales en collaboration avec des associations caritatives locales et le service social de la mairie (CCAS).